# Pratapa angeda
Pratapa angeda är en fjärilsart som beskrevs av Hans Fruhstorfer 1912. Pratapa angeda ingår i släktet Pratapa och familjen juvelvingar. Inga underarter finns listade i Catalogue of Life.